# 呼和巴特尔
呼和巴特尔（1954年6月—），吉林镇赉人，蒙古族，无党派人士。中华人民共和国政治人物、第十三届全国人民代表大会内蒙古地区代表。
2018年2月24日，当选为第十三届全国人大代表。